# 河辺愛菜
河辺 愛菜（かわべ まな、英語: Mana Kawabe、2004年10月31日 - ）は、日本のフィギュアスケート選手（女子シングル）。2022年北京オリンピック日本代表。中京大学在学中。

## 経歴
祖父はカワベ市場開発、青木塾の代表、一般財団法人社会保険協会役員理事などの肩書を持つ河辺清司である。
5歳からフィギュアスケートを始め、小学生の時から国際大会で優勝していた。テレビ愛知が2018年3月21日に放送した番組「マナのフィギュア日記 ～13歳の選択肢～」では、河辺に密着取材していた。同年春に、父を名古屋に残し、母、弟と3人で関西に転居した。宮原知子、本田真凜、紀平梨花など数多くの有名選手を指導した名コーチである濱田美栄の指導を受けるためである。濱田の指導のもとで、3回転アクセルジャンプを身に付けた。2018年2月に開催された全国中学校スケート大会の時点では、所属は名古屋市立汐路中学校となっていたが、翌2019年2月の同大会では、所属は高槻市立第九中学校となっていた。その後は京都両洋高等学校に進学した。2019年全日本フィギュアスケートジュニア選手権で優勝、2020年ローザンヌユースオリンピックで4位と、順調に経歴を積み重ねてきた。
2020-2021シーズン、シニア移行。2020年4月の木下アカデミー発足、濱田コーチのゼネラルマネジャー就任により、関西大学カイザーズフィギュアスケートクラブ(関西大学KFSC)からアカデミー練習生となる。

### 2021-2022シーズン
2021年11月のNHK杯では2位。同年12月の全日本選手権では3位となった。日本スケート連盟による2022年北京オリンピックの代表選考では国際スケート連盟公認大会での実績が豊富な宮原知子、三原舞依などの選手と比較検討された。河辺は3回転アクセルを跳んだ競技力と、年齢的な将来性などを理由に初のオリンピック代表に選出され、世界選手権の出場も決定した。北京五輪の個人戦は、3回転アクセルが成功とならずジャンプでもミスが続きショートプログラムで62.69点の15位、フリースケーティングは104.04点で23位、合計は166.73点で23位という結果となった。ロシア勢不在となった世界選手権ではショートプログラムで3回転アクセルを回避し63.68点の12位、フリースケーティングでは3回転アクセルを入れるも成功とならず118.76点で15位、合計は182.44点で15位という結果だった。
2022年4月21日、拠点を京都から愛知に移し樋口美穂子コーチに師事すること、京都両洋高から中京大中京高へ転校が公表された。

### 2024-2025シーズン
2025年3月4日、福岡市内で取材に応じ、1月から鍵山優真の父で五輪2度出場の実績がある正和に師事していると明らかにした。「成長するために大きな変化を求めた。ジャンプを改善したい」と話した。

## 技術・演技
6種類の3回転ジャンプを飛ぶことができる。3回転アクセルは2019年全日本ジュニア選手権で初成功させた。ISU公認大会では、ジュニアグランプリクロアチア大会、ユースオリンピックともに回転不足判定を受け成功には至っていなかったが、2021年NHK杯のショートプログラムにて初成功させた。コンビネーションでは3回転ルッツ-3回転トゥループ、3回転フリップ-3回転トゥループ、2回転アクセル-3回転トゥループなどを成功させている。

## 主な戦績
- GP - ISUグランプリシリーズ
- CS - ISUチャレンジャーシリーズ
- JGP - ISUジュニアグランプリシリーズ

| 大会名               | 2016–17 | 2019–20 | 2020–21 | 2021–22 | 2022–23 | 2023–24 | 2024–25 |
| -------------------- | ------- | ------- | ------- | ------- | ------- | ------- | ------- |
| オリンピック         |         |         |         | 22位    |         |         |         |
| 世界選手権           |         |         |         | 15位    |         |         |         |
| GP エスポー          |         |         |         |         | 3位     | 9位     |         |
| GP NHK杯             |         |         | 6位     | 2位     |         |         |         |
| GP スケートアメリカ  |         |         |         |         |         | 8位     |         |
| GP スケートカナダ    |         |         |         | 9位     |         |         |         |
| GP フランス杯        |         |         |         |         | 6位     |         |         |
| CS USクラシック      |         |         |         |         | 3位     |         |         |
| チャレンジカップ     |         |         |         |         | 3位     |         |         |
| ユースオリンピック   |         | 4位     |         |         |         |         |         |
| 世界ジュニア選手権   |         | 11位    |         |         |         |         |         |
| JGP レークプラシッド |         | 5位     |         |         |         |         |         |
| JGP クロアチア       |         | 4位     |         |         |         |         |         |
| 全日本選手権         |         | 13位    | 6位     | 3位     | 9位     | 13位    | 13位    |
| 全日本ジュニア選手権 | 21位    | 1位     |         |         |         |         |         |

### 詳細
- マークが付いている大会はISU公認の国際大会

| 2024-2025 シーズン    |                                              |          |           |           |
| 開催日                | 大会名                                       | SP       | FS        | 結果      |
| 2024年12月19日 - 22日 | 第93回全日本フィギュアスケート選手権（門真） | 14 62.25 | 10 127.98 | 13 190.23 |

| 2023-2024 シーズン    |                                                      |          |           |           |
| 開催日                | 大会名                                               | SP       | FS        | 結果      |
| 2023年12月20日 - 24日 | 第92回全日本フィギュアスケート選手権（長野）         | 5 67.25  | 18 112.46 | 13 179.71 |
| 2023年11月17日 - 19日 | ISUグランプリシリーズ エスポーグランプリ（エスポー） | 12 50.12 | 7 110.88  | 9 161.00  |
| 2023年10月20日 - 22日 | ISUグランプリシリーズ スケートアメリカ（アレン）     | 6 62.80  | 8 106.18  | 8 168.98  |

| 2022-2023 シーズン    |                                                                              |         |           |          |
| 開催日                | 大会名                                                                       | SP      | FS        | 結果     |
| 2023年2月23日 - 26日  | チャレンジカップ 2023（ティルブルフ）                                        | 9 57.10 | 2 135.36  | 3 192.46 |
| 2022年12月21日 - 25日 | 第91回全日本フィギュアスケート選手権（門真）                                 | 6 64.51 | 11 125.93 | 9 190.44 |
| 2022年11月25日 - 27日 | ISUグランプリシリーズ エスポーグランプリ（エスポー）                         | 3 67.03 | 2 130.38  | 3 197.41 |
| 2022年11月4日 - 6日   | ISUグランプリシリーズ フランスグランプリ（アンジェ）                         | 3 68.83 | 8 113.67  | 6 182.50 |
| 2022年9月12日 - 16日  | ISUチャレンジャーシリーズ USインターナショナルクラシック（レークプラシッド） | 2 62.68 | 3 117.43  | 3 180.11 |

| 2021-2022 シーズン        |                                                      |          |           |           |
| 開催日                    | 大会名                                               | SP       | FS        | 結果      |
| 2022年3月21日 - 27日      | 2022年世界フィギュアスケート選手権（モンペリエ）     | 12 63.68 | 15 118.76 | 15 182.44 |
| 2022年2月4日 - 20日       | 北京冬季オリンピック（北京）                         | 14 62.69 | 22 104.04 | 22 166.73 |
| 2021年12月22日 - 26日     | 第90回全日本フィギュアスケート選手権（さいたま）     | 3 74.27  | 3 135.38  | 3 209.65  |
| 2021年11月12日 - 14日     | ISUグランプリシリーズ NHK杯（東京）                  | 2 73.88  | 4 131.56  | 2 205.44  |
| 2021年10月29日 - 11月01日 | ISUグランプリシリーズ スケートカナダ（バンクーバー） | 12 53.30 | 6 133.22  | 9 186.52  |

| 2020-2021 シーズン    |                                                   |         |          |          |
| 開催日                | 大会名                                            | SP      | FS       | 結果     |
| 2020年12月24日 - 27日 | 第89回全日本フィギュアスケート選手権（長野）      | 8 64.70 | 5 136.88 | 6 201.58 |
| 2020年11月27日 - 29日 | 2020年NHK杯国際フィギュアスケート競技大会（門真） | 6 63.62 | 6 122.08 | 6 185.70 |

| 2019-2020 シーズン    |                                                            |          |           |           |
| 開催日                | 大会名                                                     | SP       | FS        | 結果      |
| 2020年3月2日 - 8日    | 2020年世界ジュニアフィギュアスケート選手権（タリン）       | 8 64.47  | 13 105.15 | 11 169.62 |
| 2020年1月10日 - 15日  | 2020年ローザンヌユースオリンピック（ローザンヌ）           | 4 65.84  | 3 119.38  | 4 185.22  |
| 2019年12月19日 - 22日 | 第88回全日本フィギュアスケート選手権（東京）               | 14 56.52 | 10 112.76 | 13 169.28 |
| 2019年11月15日 - 17日 | 第88回全日本フィギュアスケートジュニア選手権（横浜）       | 1 64.95  | 1 128.62  | 1 193.57  |
| 2019年9月25日 - 28日  | ISUジュニアグランプリ クロアチア杯（ザグレブ）             | 7 53.12  | 4 110.61  | 4 163.73  |
| 2019年8月21日 - 24日  | ISUジュニアグランプリ レークプラシッド（レークプラシッド） | 6 53.78  | 5 109.26  | 5 163.04  |

## プログラム使用曲
| シーズン | ショートプログラム | フリースケーティング                                            | エキシビション                                                               |
| -------- | --- | --------------------------------------------------------------- | ---------------------------------------------------------------------------- |
| 2023–24  | Haunted 曲：Dillistone 振付：樋口美穂子                                                                                    | ボレロ 曲：モーリス・ラヴェル 振付：樋口美穂子                  | —                                                                            |
| 2022–23  | ビリー・アイリッシュメドレー When the Party's Over, Bury a Friend, Bad Guy 曲：ビリー・アイリッシュ 振付：樋口美穂子       | Drowning 曲：アンヌ・シラ 振付：樋口美穂子                      | Always Remember Us This Way Fingers Crossed 曲：ローレン・スペンサー・スミス |
| 2021–22  | 四季より「冬」 曲：アントニオ・ヴィヴァルディ 振付：ローリー・ニコル                                                       | Miracle 曲： YOSHIKI、サラ・ブライトマン 振付：ローリー・ニコル | テレビドラマ「愛の不時着」より Flower 曲：ユン・ミレ 振付：キャシー・リード  |
| 2020–21  | Fire Dance 振付：キャシー・リード                                                                                          | Miracle 曲： YOSHIKI、サラ・ブライトマン 振付：ローリー・ニコル | The Edge of Glory 曲：レディー・ガガ                                         |
| 2019–20  | 映画『グリンチ』より You're a Mean One, Mr.Grinch 曲：リンジー・スターリング サブリナ・カーペンター 振付：キャシー・リード | 映画『ブラック・スワン』より 振付：キャシー・リード             | —                                                                            |